# Junction Peak
Junction Peak – szczyt w USA, w środkowej części stanu Kalifornia, położony 30 km na północny zachód od miasta Lone Pine, na granicy hrabstw Tulare i Inyo w Sequoia National Park. Jest to jeden z najwyższych szczytów w górach Sierra Nevada oraz w Kalifornii. Obecną nazwę szczytowi nadał J. N. Le Conte w 1896 roku, aby podkreślić przecięcie uskoku Kings-Kern z głównym łańcuchem gór Sierra Nevada.